# Демократична партія (Індонезія)
Демократична партія (індонез. Partai Demokrat) — політична партія в Індонезії.

## Історія
Партія була створена 9 вересня 2001 року прибічниками Сусіло Бамбанга Юдойоно, який щойно невдало балотувався на пост віце-президента Індонезії, із розрахунком на президентські вибори 2004 року — за чинним індонезійським законодавством висувати кандидатів на президентські вибори мають право тільки партії чи коаліції, що здобули понад 5 % голосів чи мали понад 3 % депутатських мандатів (до виборів 2009 року поріг був збільшений до 25 % голосів).
На парламентських виборах 2004 року партія здобула майже 8,5 мільйонів (7,45 %) голосів і 55 місць у Раді народних представників, що пов'язувалось із ностальгією за відносно стабільним періодом правління Сухарто на тлі важкого економічного становища у країні. На парламентських виборах 9 квітня 2009 року партія здобула найбільшу підтримку в особливих провінціях Ачех (40,9 %) і Західне Папуа (31,6 %), особливому столичному окрузі Джакарта (34,7 %), провінціях Північна Суматра (29,2 %), Західна Суматра (26,6 %) та Західна Ява (24,8 %). Разом партія зібрала 21,7 мільйонів (20,85 %) голосів та здобула 148 депутатських мандатів.
На перших прямих президентських виборах 2004 року Сусіло Бамбанг Юдойоно був обраний на пост глави держави, отримавши 39 838 184 (33,57 %) голосів у першому турі та 69 266 350 (60,62 %) — у другому. При цьому у віце-президенти разом з Юдойоно обирався представник Голкару Юсуф Калла. На виборах 2009 року Юдойоно, висунутий Демократичною партією та чотирма мусульманськими партіями (Партія національного мандату, Партія справедливості та процвітання, Партія єдності та розвитку та Партія національного пробудження) був переобраний, отримавши 73 874 562 (60,8 %) голосів у першому ж турі. До складу кабінету міністрів, сформованого за результатами виборів, увійшли також Дарвін Захеді Салех — міністр енергетики та природних ресурсів, Фредді Нумбері — міністр транспорту, Джеро Вачік — міністр культури й туризму, Шариф Хасан — міністр у справах кооперації, дрібного й середнього бізнесу, Еверт Ернест Мангіндаан — міністр у справах адміністративних і бюрократичних реформ, Анді Маллараньєнг — міністр справах молоді і спорту.
На парламентських виборах 2014 року партія зазнала нищівної поразки, отримавши 61 місце у парламенті.